# Kamienica Kwiecińskiego w Warszawie
Kamienica Kwiecińskiego, Pod Łabędziem – klasycystyczna kamienica zlokalizowana przy ul. Mariensztat 9, w dzielnicy Śródmieście w Warszawie. Została zbudowana pomiędzy 1780 a 1784 r. dla Józefa Kwiecińskiego (kupca i finansisty). 
Jest ona jedenastoosiowa, trzykondygnacyjna, dwutraktowa i sklepiona w przyziemiu. Nad bramą na osi środkowej w zwieńczeniu drzwi balkonowych umieszczono godło łabędzia. Kamienica została spalona podczas powstania warszawskiego. W latach 1948–1950 odbudowana według projektu Zygmunta Stępińskiego.
W 2006 r. na podwórzu kamienicy zaplanowano budowę podziemnego parkingu (560 m²). Decyzja śródmiejskiej delegatury Biura Naczelnego Architekta Miasta spotkała się z protestem mieszkańców, którzy chcieli powstrzymać inwestycję. Inwestor miał także zaadaptować poddasze kamienicy na cztery lokale mieszkalne.